# Listerscheid

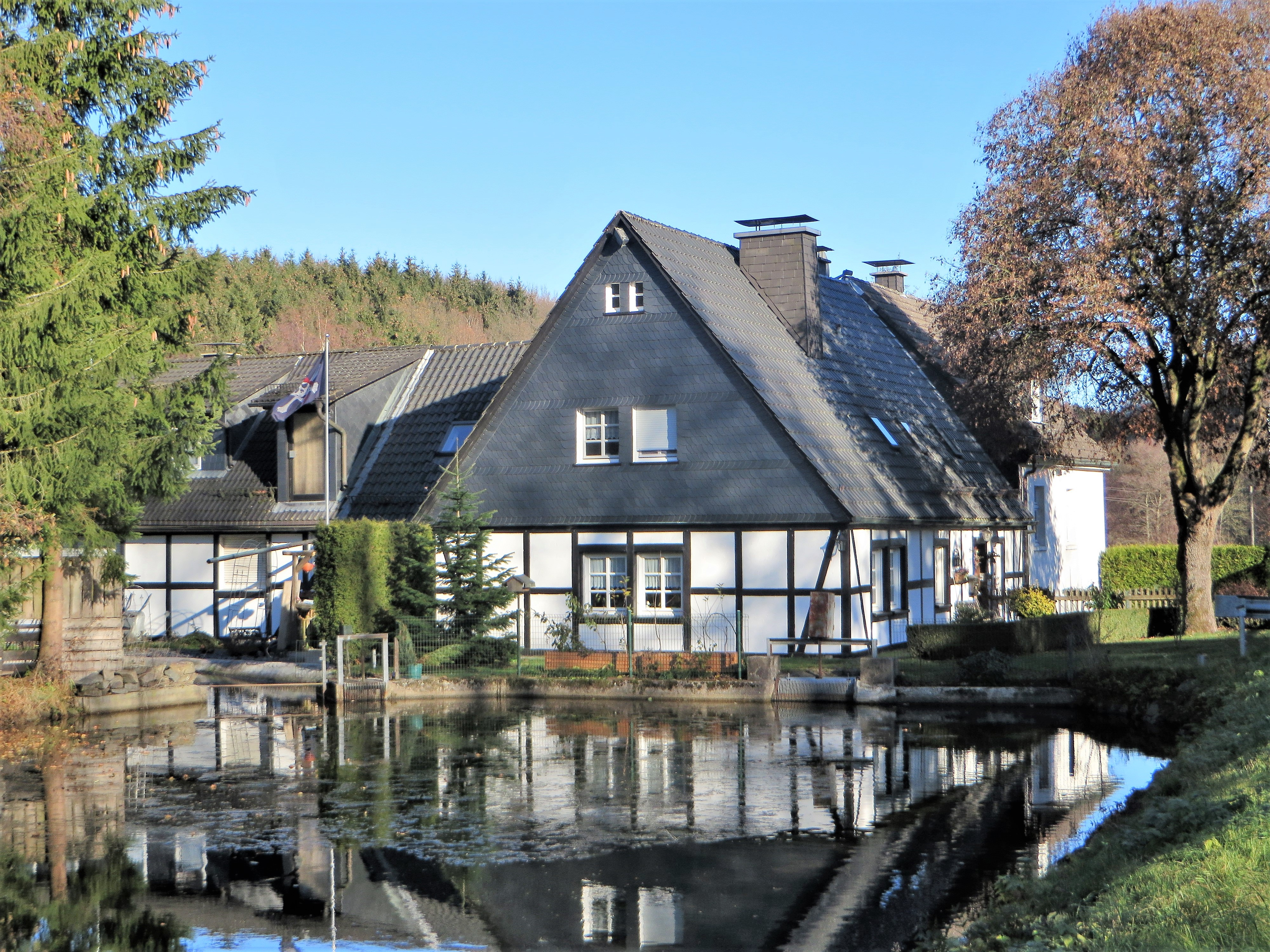
Ehem. Baudenkmal Nierhofer Mühle

 Listerscheid  ist ein Ortsteil der Stadt Attendorn im Kreis Olpe (Nordrhein-Westfalen) und hat 139 Einwohner (Stand 30. Juni 2024).

## Geografie
Listerscheid liegt südwestlich des Kernortes Attendorn zwischen Ebbegebirge und Biggesee an der Landesstraße L 539 im Tal der Ihne. Östlich vom Ort befindet sich der Haltepunkt Listerscheid der Bahnstrecke Finnentrop-Olpe, bevor es kurz danach in den Bausenberg-Tunnel (1156 m) geht.

## Geschichte
Erstmals wird der Name Listerscheid urkundlich am 27. April 1488 erwähnt, als Peter Peltz und Frau Katherine dem Hannes Huesher und Frau Elseben ihre Wiese zu Alverkussen unter dem Listerschet verkaufen. Im Jahre 1513 schenkte Alvardt von Hoensseler, Priorin des Klosters Schillingskappel, dem Kloster Ewig die Wiesenplätze unter dem Listerschet. In beiden Fällen scheint die Flur Listerscheid noch unbesiedelt gewesen zu sein. Wahrscheinlich ist dort erst gegen Ende des 16. Jahrhunderts ein Haus errichtet worden.
Die Heidenstraße, ein jahrhundertealter Heer- und Handelsweg von Leipzig nach Köln, im Mittelalter auch Pilgerweg, führte durch Listerscheid.
Politisch gehörte Listerscheid zum Amt Waldenburg und im Gogericht und Kirchspiel Attendorn zur Bauerschaft Albringhausen, der auch umliegende Orte wie Wamge, Papiermühle, Weschede u. a. angehörten. Im Schatzungsregister von 1648 ist ein Johan Sommer vor dem Listerscheid aufgeführt. Sein kleiner Hof gehörte dem Kloster Ewig. In den 1790er Jahren hatte das zum Wamger Zehnten gehörende Gut mit dem Pächter Kaspar Lütticke 30 Stüber Steuer zu zahlen. Im 19. Jahrhundert wurde Gut Listerscheid vergrößert, die Gastwirtschaft war seit 1885 in Händen von K. Langenohl. Durch Einheirat gingen Gut und Gaststätte um 1900 an Josef Metten aus Helden.
Im Jahre 1936 gab es in Listerscheid 14 Wohnhäuser mit 27 Haushaltungen und 107 Einwohner. Ende 1988 hatte der Ort 194 Einwohner.
Ab 1819 gehörte Listerscheid im Amt Attendorn zur Gemeinde Attendorn-Land, bis die Gemeinde 1969 in die Stadt Attendorn eingegliedert wurde.
Die katholische Kirche St. Josef wurde 1912/13 erbaut und am 24. März 1913 eingeweiht. Pfarrgemeinde für Listerscheid und Umgebung. Durch Kirche und Gaststätte wurde der Ort zum Mittelpunkt des unteren Ihnetals. Am Südosthang von Listerscheid befindet sich seit 1965 ein Ehrenmal für die Toten der Weltkriege.
Die Nierhofer Mühle an der Ihnestraße, zwei Heiligenhäuschen rechts und links der Ihnestraße und das Vereinshaus Ihnetal an der Wesetalstraße in Weschede sind Attendorner Baudenkmäler.

## Söhne und Töchter
- Josef Metten (1909–1993), Kommunalpolitiker und ehrenamtlicher Landrat (CDU)